# Stjepan Krešić (ustanički vođa)
Fra Stjepan Krešić (Livno, 20. studenoga 1850. – Donja Rama, 2. listopada 1938.), hrvatski katolički svećenik i ustanički vođa

## Životopis
Rodio se je u Livnu. Na krštenju je dobio ime Anto. U Fojnici je ušao u novicijat i obukao franjevački habit 1866. godine. 1867. dao je jednostavne zavjete.
U Gorici kod Livna učio je prve nauke. U Fojnici i Đakovu pohađao je i završio više škole.  Svečane zavjete dao je 1873. na Gorici – Livno. Zaredio se je za svećenika 4. listopada 1874. i isti dan je rekao mladu misu. Kapelan u Čukliću.
Namješten je za kapelana fra Lovri Karauli u Ljubunčić.
Jednom je s još četvoricom klerika medu kojima bijaše i fra Bono Šarić iz Drežnice došao fra Anti Kneževiću i zamolili su ga neka ih pusti u domovinu i da pripravljaju ustanak. "Đakovački pokret" je toj skupini franjevaca usadio klicu i bili su oni koji su poveli ili sudjelovali u ustanku u Bosni 1875. i 1876. godine.  
Zato što je ubijen fra Lovro Karaula, planuo je ustanak katolika u livanjskom kraju 20. srpnja 1875. koji su organizirali fra Stjepan Krešić i fra Bonaventura Šarić-Drženjak i organizirali su livanjsko-prološku ustaničku četu koja je tri godine kontrolirala planinske predjele Livna, Glamoča, Grahova i Kupresa. Kad je došla Austro-Ugarska tri godine poslije, ustanici su položili oružje, a fra Stipo vratio se s austrijskom vojskom u rodni grad, u samostan na Gorici. Ta vremena zabilježio je u svojim Uspomenama.
Župnikovao je dvije godine u Grahovu (1885. – 1887.), bio je svetkovinski propovjednik na Gorici, nedjeljni propovjednik u Jajcu, župnik u Vrbanjcima (1893. – 1894.), župnik u Otinovcima (1894. – 1896.), u Suhom Polju (1896. – 1899.), u Lištanima od (1899. – 1901.), pa nedjeljni propovjednik u Rami i ravnatelj Trećeg reda. U dva je mandata bio na župi Uzdolu. Prvo je ondje bio kao svećenik franjevac (1903. – 1904.), nakon čega je otišao na službu u Jajce. Tih godina reformiran je franjevački red, a fra Stjepan nije bio spreman prihvatiti promjene, zbog čega je zatražio sekularizaciju. Odobrena mu je dobio 6. svibnja 1905. i postao je svećenik banjolučke biskupije. Bio je župnik u Bosanskim Uništima. Uskoro je prešao u kler vrhbosanske nadbiskupije. Kao svećenik vrhbosanske nadbiskupije opet je župnik na Uzdolu (1907. – 1916.) sve do odlaska u mirovinu. Za tog župnikovanja, Stjepan Hadrović pomogao mu je pokrpati oštećenu crkvu i sagraditi novi velebni stan nazvan kapela. Novi župni stan sagrađen je za biti odmorištem i lječilištem bolesnih svećenika vrhbosanske nadbiskupije. Kao umirovljeni svećenik živio je u Donjoj Rami u svojoj kući. Umro je 1938. godine na 2. listopada. Dva dana poslije pokopan je u vlastitoj grobnici koju je sam podigao. 
Posmrtni ostatci nisu mu imali mira. Gradnja jablaničke hidrocentrale zahtijevala je preseljenje, pa su mu posmrtni ostaci preneseni na gračačko groblje Vladiće.